# Füllstrich

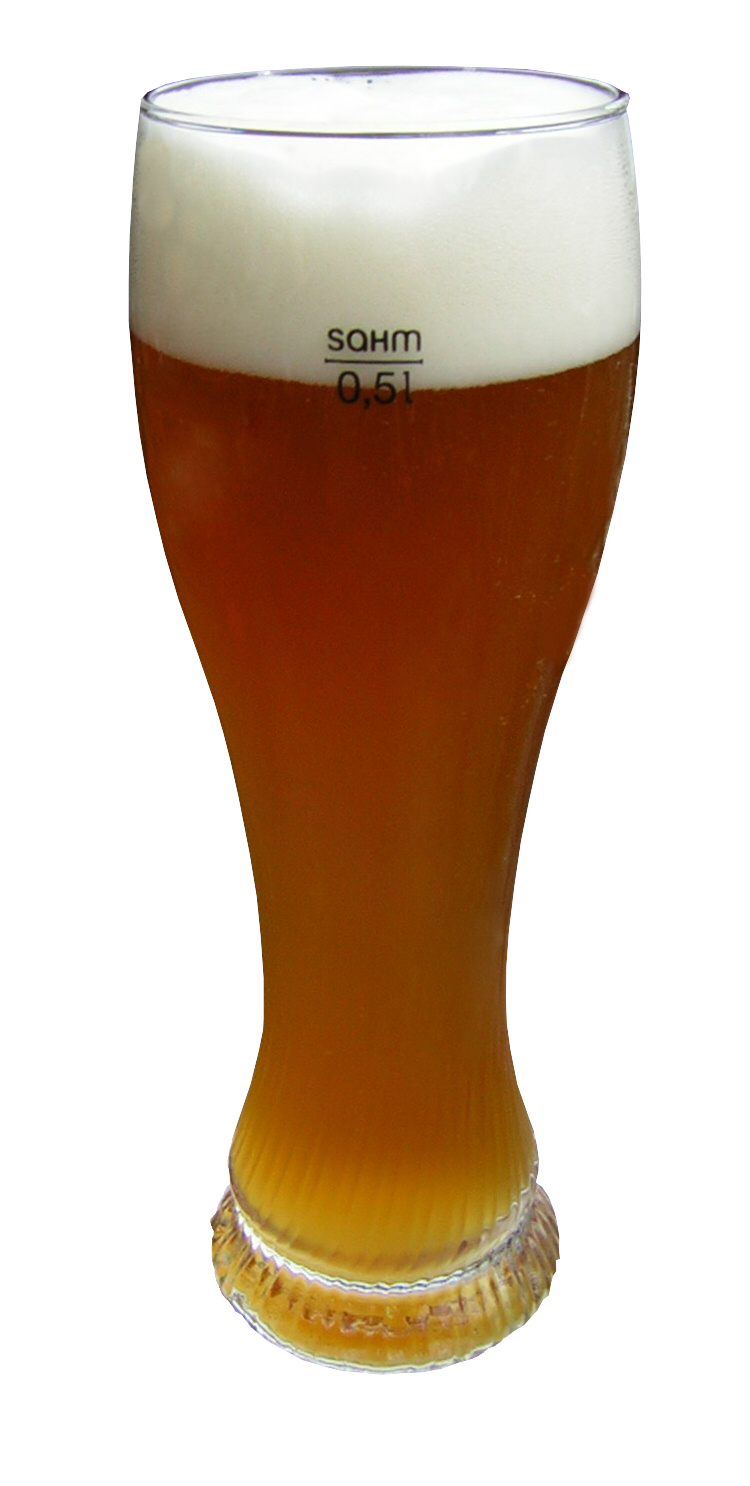
Weizenbierglas mit Füllstrich, Inhaltsangabe (0,5 Liter) und Herstellerzeichen (Sahm)

Der Füllstrich (umgangssprachlich auch Eichstrich genannt) ist eine Kennzeichnung auf Schankgefäßen (insbesondere Biergläsern, Schnapsgläsern sowie Weingläsern und Weinkaraffen im gewerblichen Ausschank) und kennzeichnet die Füllhöhe für ein bestimmtes Volumen, auch Nennvolumen genannt.

## Situation in Deutschland
Zusätzlich zum Füllstrich muss der Inhalt bis zu diesem per Zahlenwert und Maßeinheit sowie ein Herstellerkennzeichen angegeben sein. Das jeweilige Herstellerzeichen wird auf Antrag bei der Physikalisch-Technischen Bundesanstalt in Braunschweig zugelassen, zum Beispiel „Bö“ für „Böckling“, „ra“ oder „rastal“ für Rastal, „Sahm“ für Sahm oder „Kö“ für Kössinger.
Die technischen Anforderungen sind im Sinne des Verbraucherschutzes genau geregelt. Der Füllstrich muss waagerecht und mindestens zehn Millimeter lang sein. Je nach Größe des Glases hat er bestimmte Abstände zum oberen Glasrand einzuhalten. Bei Gläsern mit vier oder zehn Zentilitern darf ein zweiter Füllstrich beim halben Volumen angebracht sein.

## Situation in Österreich
In  Österreich beträgt die zulässige Abweichung bei Schankgefäßen mit einem Nenninhalt von 1 cl bis 5 cl und bei Schankgefäßen aus keramischen Werkstoffen ± 5 % des Nenninhaltes, ansonsten ±3 % des Nenninhaltes.

## Situation in Ländern mit Imperialen Hohlmaßen
Bei den im angelsächsischen und nordamerikanischen Raum typischen Pint-Gläsern gibt es keinen Füllstrich für das volle Glas, sondern ein Pint ist mit Abschluss des Glasrandes erreicht; eine halbe Pinte wird hingegen durch einen Füllstrich angegeben.

## Bilder

Eingravierter Füllstrich aus Deutschland: 4/20 L = 0,2 Liter
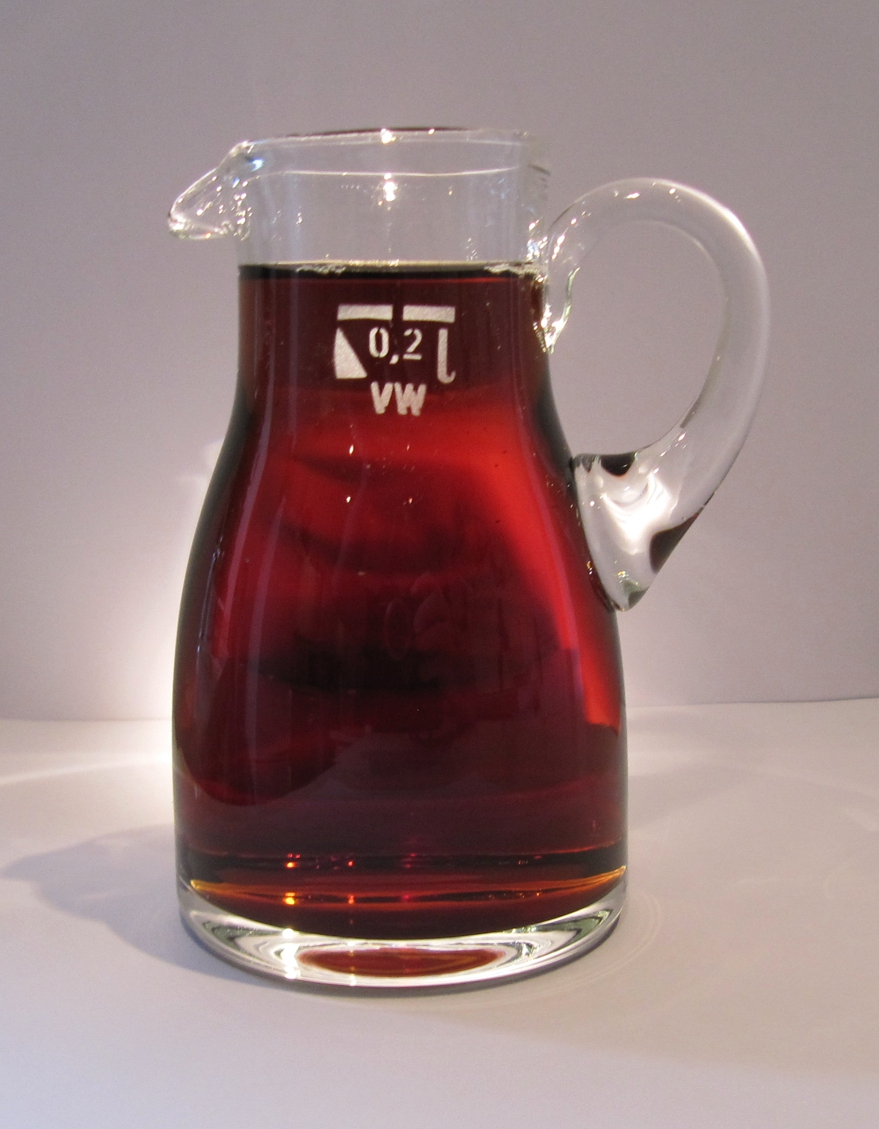
Füllstrich auf einer Karaffe aus Österreich
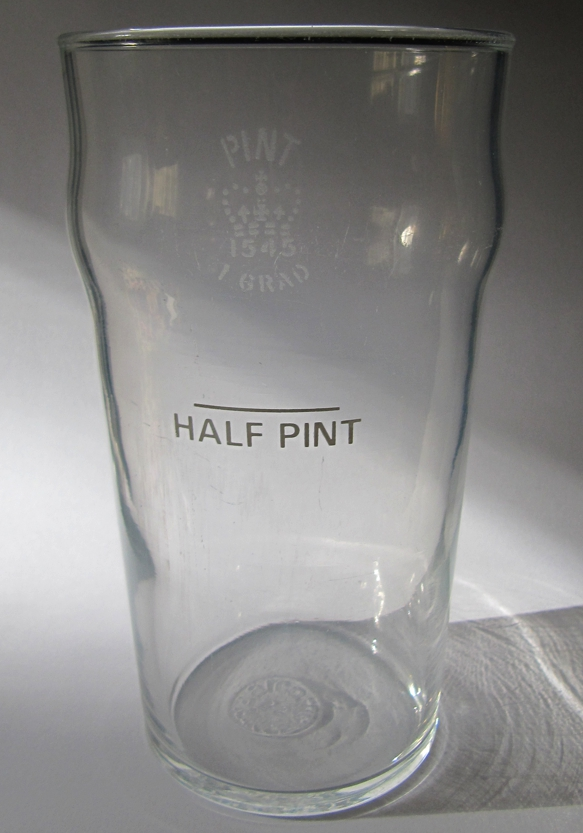
Traditionelles Pint-Glas „№ 1545“ aus Warwickshire mit Füllstrich für 1⁄2 Pint